# چینی یوئی
چینی یوئی یا کانتونی (کانتُنی) نام گروهی از زبان‌های چینی است که بیشتر در جنوب چین در گوانگ‌دونگ (کانتون)، هنگ کنگ و ماکائو تکلم می‌شود. سخنوران این زبان دارای فهم متقابل نسبت به سایر گونه‌های چینی نیستند.
نام کانتونی که یکی از گویش‌های این زبان است گاه به کل خانواده اطلاق می‌شود اما زبان‌شناسان ترجیح می‌دهند این نام فقط به گونه‌ای از یوئی که در گوانگ‌ژو (کانتون)، واژو، هنگ کنگ و ماکائو کاربرد دارد اطلاق شود. تایشانی که در نواحی ساحلی ژیانگمن صحبت می‌شود و از دیگر زبان‌های این خانواده است، زبان بیشتر مهاجران قرن ۱۹ گوانگ‌دونگ به آمریکای شمالی و جنوب‌شرق آسیا بود. مهاجران بعدی بیشتر کانتونی‌زبان بوده‌اند.